# Olga Mostepánova
Olga Mostepánova (Rusia, 3 de enero de 1970) es una gimnasta artística rusa, tres veces campeona mundial entre 1983 y 1985 en la barra de equilibrio y el concurso por equipos, compitiendo con la Unión Soviética.

## 1983
En el Mundial de Budapest 1983 gana cuatro medallas: oro en la viga de equilibrio y por equipos, y plata ne la general individual —tras su compatriota Natalia Yurchenko y en suelo, tras la rumana Ecaterina Szabo.

## 1985
En el Mundial de Montreal 1985 gana el oro en el concurso por equipos, por delante de Rumania (plata) y Alemania del Este (bronce), siendo sus compañeras de equipo: Irina Baraksanova, Vera Kolesnikova, Oksana Omelianchik, Yelena Shushunova y Natalia Yurchenko.